# Fred Rodriguez
Fred Rodriguez (Bogotá, 1973. szeptember 3. –) kolumbiai születésű, amerikai országúti kerékpáros. 2015-ben visszavonult a versenyzéstől.

## Karrierje
2000 és 2004 között három alkalommal nyerte meg az amerikai országúti bajnokságot. Több nemzeti körversenyen ért már el szakaszgyőzelmet, ezek közül a legkimagaslóbb a 2004-es Giro d’Italia kilencedik etapján elért sikere.

## Főbb sikerei
1995
Pánamerikai játékok - 3.
1999
Schaal Sels-Merksem - 1.
Le Tour de Langkawi - 1 szakaszgyőzelem
2000
 Amerikai országúti bajnok
Tour de Suisse - Pontverseny győztese
1 szakaszgyőzelem
2001
 Amerikai országúti bajnok
Tour de Luxembourg - 3.
1 szakaszgyőzelem
2002
Milan-Sanremo - 2.
Gent-Wevelgem - 2.
Tour de Suisse 3.
1 szakaszgyőzelem
2003
Tour de Georgia - 2.
Pontverseny győztese
2 szakaszgyőzelem
Tour of Rhodes - 1 szakaszgyőzelem
2004
 Amerikai országúti bajnok
Giro d’Italia - 1 szakaszgyőzelem
Wachovia Classic - 1.
2006
Tour de Georgia
pontverseny győztese
1 szakaszgyőzelem
2007
Tour de Georgia - 1 szakaszgyőzelem